# Feriados na Tailândia
Os feriados públicos na Tailândia são regulados pelo governo, e a maioria são observados por ambos os setores, público e privado. Normalmente existem dezesseis feriados em um ano, mas mais podem ser declarados de acordo com o gabinete vigente.

## Feriados nacionais
- 1o de janeiro - Dia de Ano Novo (no calendário gregoriano e no calendário solar tailandês)
- 6 de abril - Dia do Rei Phutthayotfa Chulaloke, o Grande/Dia em Memória à Fundação da Dinastia Chacri
- 13 - 15 de abril - Songkran (Ano Novo Tailandês)
- 13 de abril - Dia do Idoso
- 14 de abril - Dia da Família
- 15 de abril - Dia de Suvadhana
- 4 de maio - Dia da Coroação do Rei Maha Vajiralongkorn
- Lua cheia do 6o mês lunar tailandês - Vesak
- 3 de junho - Aniversário de Sua Majestade, a Rainha Suthida
- 28 de julho - Celebração do Aniversário do Rei Maha Vajiralongkorn
- 12 de agosto - Aniversário da Rainha Sirikit/Dia das Mães
- 13 de outubro - Dia em Memória à Morte de Sua Majestade, o Rei Maha Bhumibol Adulyadej
- 23 de outubro - Dia do Rei Chulalongkorn
- 5 de dezembro - Dia do Aniversário de Sua Majestade, o Rei Bhumibol Adulyadej/Dia Nacional da Tailândia/Dia dos Pais
- 10 de dezembro - Dia da Constituição
- 31 de dezembro - Véspera de Ano Novo